# Design 1021 (US Shipping Board)

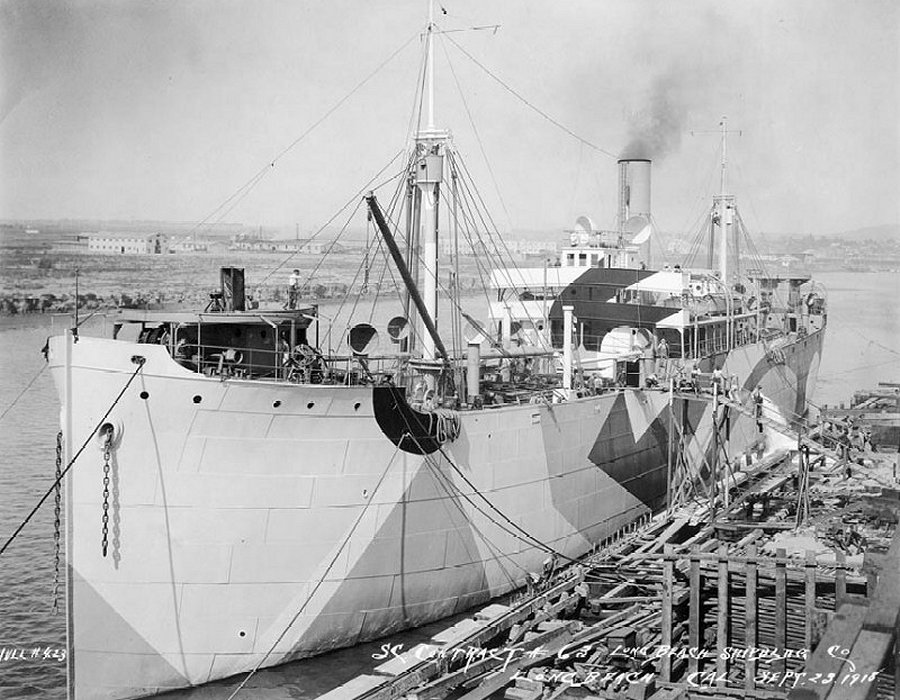
LOzaukee à quai le 23 septembre 1918. Les ouvriers achèvent l'aménagement du navire qui porte le camouflage dazzle.

Le navire Design 1021 (nom complet Emergency Fleet Corporation Design 1021) était un type de cargo à coque en acier appartenant à l’un des types standardisés approuvés pour la production en série par l’Emergency Fleet Corporation (EFC) de l’United States Shipping Board durant la Première Guerre mondiale. Réalisé en trois exemplaires seulement, ces cargos à turbine ont été appelés « type Long Beach » car ils ont été construits par la Long Beach Shipbuilding Company à Long Beach, en Californie.  

## Caractéristiques

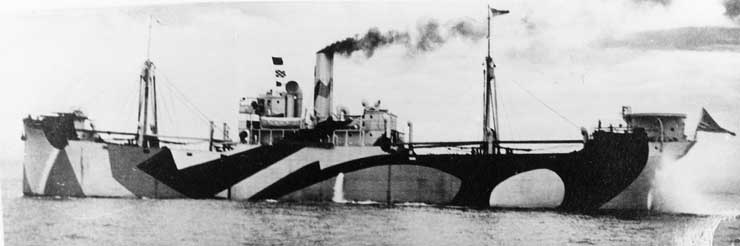
Vue de profil de lOzaukee.

## Production
Trois navires ont été achevés pour l'USSB en 1918 et 1919, numéros de coque EFC 342 à 344.
Leur origine n'est pas claire, la Craig Shipbuilding Company n'ayant pas réalisé de navires similaires avant l'entrée en guerre des États-Unis en 1917. Il pourrait soit s'agir d'une commande de l'USSB pour trois navires de 6 000 t de port en lourd - en concurrence avec le Design 1012 dont 21 avaient été commandés (dont 17 annulés) - soit de plans dressés pour un client privé dont la trace n'a pas été retrouvée.
Les deux premiers navires de la série, Ozaukee et Oshkosh, lancés en novembre 1918 languissent après une courte carrière pour l'USSB avant d'être vendus aux chantiers navals Union Shipbuilding de Baltimore pour y être démolis en 19294.
Le Magnukook livré en janvier 1919 est lui aussi inactif après la guerre mais trouve un preneur en 1922 sous la forme du chantier naval Moore Shipbuilding sous condition d'être converti en navire à propulsion diesel. Il est renommé Carriso et acheté par l'Oceanic Steamship Company (Spreckels' Line) puis passe par plusieurs propriétaires américains avant de passer sous pavillon Yougoslave en 1937, renommé Nikolina Matkovic. Participant au convoi SC-104, il sera torpillé le 14 octobre 1942 par le sous-marin U-661 lequel sera coulé le jour suivant.